# Aethomys ineptus
Aethomys ineptus är en gnagare i familjen råttdjur som förekommer i södra Afrika.

## Utseende
Aethomys ineptus har samma utseende som Aethomys chrysophilus och den listades tidigare som underart till denna art. Det som skiljer arterna från varandra är avvikande genetiska egenskaper (främst hos kromosomerna) och dessutom har hannar av Aethomys ineptus skedformig sperma vad som skiljer de från alla andra råttdjur.
Ett fåtal exemplar som blev uppmäta var 14 till 15,5 cm lång (huvud och bål), svanslängden var 14,4 till 17 cm och vikten varierade mellan 65 och 107 g. Arten har cirka 3 cm långa bakfötter och ungefär 2 cm stora öron.

## Utbredning
Denna gnagare förekommer i östra Sydafrika och Swaziland. Habitatet utgörs av skogar, buskskogar och i viss mån även gräsmarker. Djuret hittas även i jordbruksmark.

## Ekologi
När honan inte är brunstig lever varje exemplar ensam. Aethomys ineptus gömmer sig på dagen i underjordiska bon och den letar under natten efter föda. Fortplantningen sker troligen under sommaren eller flera gångar per år. Födan utgörs av frön och gröna växtdelar som kompletteras ibland med insekter.

## Status
Inga hot mot beståndet är kända. IUCN listar arten som livskraftig (LC).